# Bere din grâu

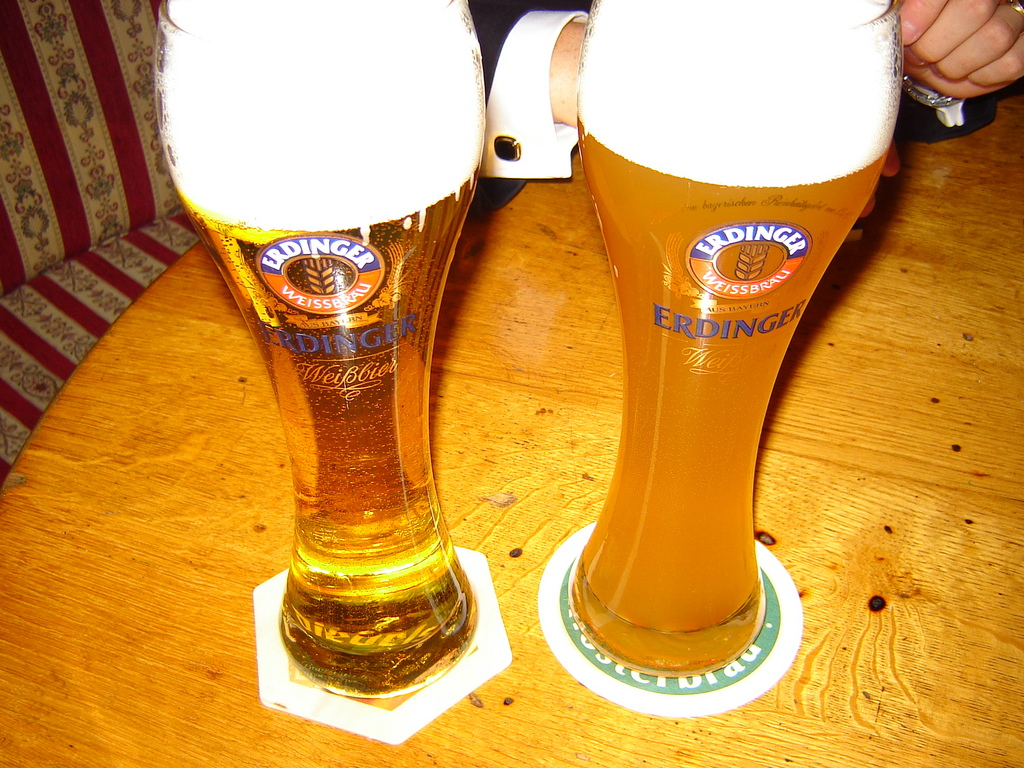
Diferența între două sortimente de bere din grâu: Kristallweizen (stânga) și Hefeweizen (dreapta)

Berea din grâu este o bere de fermentație superioară care este preparată cu o proporție mare de malț din grâu în raport cu cantitatea de malț din orz. Cele două varietăți principale sunt Weizenbier (după o rețetă germană) și Witbier (după o rețetă belgiană); alte varietăți sunt Lambic (făcută cu drojdie sălbatică), Berliner Weisse (o bere acră și tulbure) și Gose (o bere sărată și acră).
Berea din grâu a fost produsă inițial în Bavaria. Are o concentrație de alcool cuprinsă între 5 și 6% și se distinge printr-un gust mai puțin amărui. Numele său vine de la cuvântul german Weizen, care înseamnă „grâu”. În Bavaria este numită și Weißbier (în traducere „bere albă”), din cauza culorii pe care o are după fermentare, dar și din cauza apropierii dialectale între cuvintele Weizen și Weiß.

## Istoric

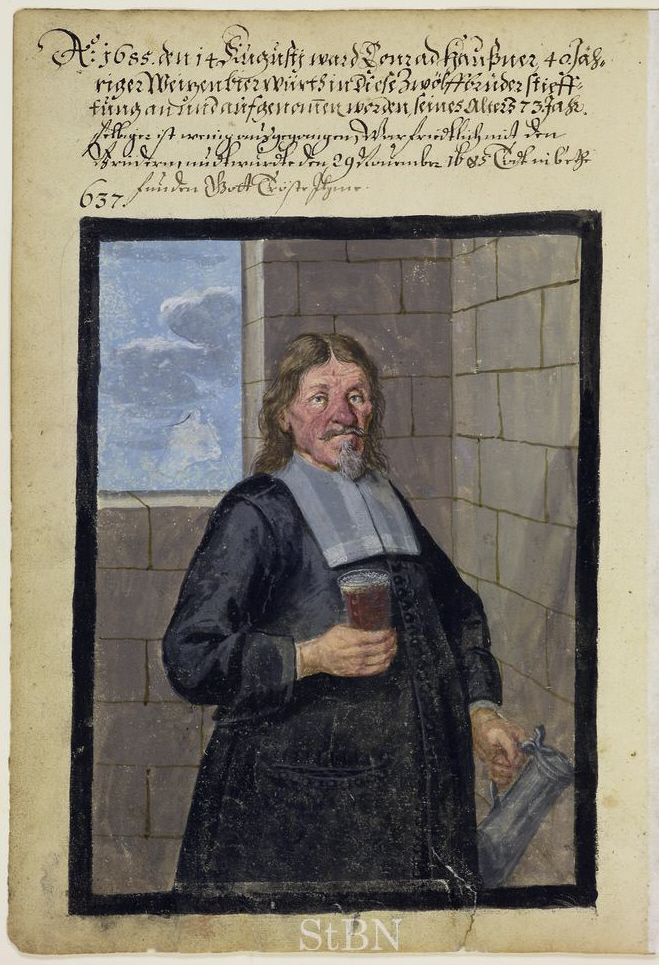
Un hangiu care vindea bere din grâu în 1685, portretizat în Nürnberger Hausbücher.

În anul 1520 baronul (Freiherr) von Degenberg a obținut privilegiul de a produce bere din grâu la nord de Dunăre. Fabricarea berii din grâu era interzisă în acea vreme în restul Bavariei, din cauza interdicției impuse de Legea purității berii din 1516 (Reinheitsgebot) și a necesității stocării grâului pentru a hrăni populația ducatului în caz de penurie. Prin acordarea acestui privilegiu, ducele bavarez Wilhelm al IV-lea a reușit să obțină loialitatea familiei nobiliare Degenberg. La acea vreme, autoritatea ducală asupra familiei Degenberg era încă disputată. Baronul von Degenberg trebuia să plătească anual o taxă specială în schimbul acestui privilegiu. Fabricarea berii din grâu a fost adesea interzisă în Bavaria în secolul al XVI-lea, deoarece nu toată lumea a respectat interdicția inițială, iar familia Degenberg a trebuit să solicite de mai multe ori confirmarea privilegiului în acest timp.
Când Hans Sigmund von Degenberg a murit fără urmași și ramura bărbătească a familiei s-a stins în 1602, privilegiul de a produce bere din grâu a revenit ducelui bavarez Maximilian I. El a intrat rapid în stăpânirea fabricilor familiei Degenberg, a preluat „fabricile de bere albă” (Weiße Brauhäuser) ale acestora și a fondat el însuși altele noi, printre care fabrica de bere din Kelheim (fondată în 1607, prima și cea mai veche fabrică de bere încă în funcțiune din Bavaria). Ducele a încheiat contracte cu unele orașe sau piețe, care îi asigurau o mare parte din venituri și pe care le putea rezilia oricând. Dreptul unic de a produce bere din grâu a revenit suveranului bavarez respectiv. Spre deosebire de străbunicul său, ducele Maximilian I nu a mai acceptat argumentul că grâul trebuia stocat pentru a fi folosit pentru hrana populației. Acest monopol asupra berii din grâu (denumit și privilegiul regal asupra berii din grâu) era astfel o sursă sigură de venit pentru statul bavarez: o mare parte din veniturile statului bavarez proveneau din monopolul asupra berii din grâu. În curând, berea din grâu a început să fie fabricată și în alte state germane. Astfel, berea din grâu a fost produsă din 1643 la Nürnberg, care era atunci un oraș imperial liber, la solicitarea consiliului orășenesc.
Cu toate acestea, veniturile din fabricile de bere albe obținute de Rentamt Straubing au intrat în casele de bani ale suveranului. În plus, cârciumile din toată țara erau obligate să servească bere din grâu, deoarece altfel le-ar fi fost retrasă licența de servire a băuturilor alcoolice. Deși berea din grâu era supusă unor taxe speciale, ea era vândută la un preț atât de mare încât încasările necesare erau asigurate. Întrucât cea mai populară băutură din Bavaria nu era la acea vreme berea, ci vinul Baier, ducele Maximilian a taxat vinul și a restricționat importul de bere pentru a promova vânzarea berii ducale din grâu. Pe lângă Mica eră glaciară, care a fost dăunătoare viticulturii, aceste măsuri au contribuit în mod semnificativ la dezvoltarea industriei berii în Bavaria. Acest lucru i-a permis ducelui Maximilian I să plătească datoriile tatălui său și să lase fiului său, Ferdinand Maria, un buget de stat echilibrat.
În secolul al XVIII-lea cota de piață a berii din grâu a scăzut constant, iar prin legea din 6 august 1798 electorul bavarez Karl Theodor a desființat monopolul. La momentul desființării, mai existau fabrici de bere din grâu în Cham, Grafenau, Kelheim, Regen, Traunstein, Vilshofen și Weilheim. Oricine putea dobândi atunci dreptul de a produce bere din grâu în Bavaria contra unei taxe și a unei plăți anuale. O excepție de la această obligație era fabrica de bere Weisses Hofbräuhaus din München, care a rămas în proprietatea statului, dar a fost concesionată. Berea din grâu a fost fabricată pentru ultima dată în Weisses Hofbräuhaus din München în anul 1871. Ultimul concesionar (din 1855 până în 1873) a fost Georg Schneider, care a dobândit în 1872 dreptul de a produce bere din grâu în Hofbräuhaus de la Hofbräuamt și astfel a înființat propria sa fabrică de bere din grâu la München.

## Varietăți
Principalele varietăți de bere din grâu sunt Weißbier (care înseamnă în germană „bere albă”), care folosește cel puțin 52% grâu în amestec cu malț din orz pentru a face o bere de fermentație superioară, cu o culoare deschisă, și Witbier (care înseamnă în neerlandeză „bere albă”), care folosește aromatizanți precum coriandrul și coaja de portocală. Berea albă belgiană este adesea făcută cu grâu crud în loc de malț din grâu.
Weißbier-ul german și Witbier-ul belgian sunt denumite „beri albe” deoarece cuvântul „grâu” are aceeași rădăcină etimologică ca „alb” în majoritatea limbilor germanice de vest (inclusiv engleza).
Alte stiluri de bere din grâu, cum ar fi Berliner Weiße, Gose și Lambic, sunt preparate cu o proporție mai mare de grâu.

### Weizenbier

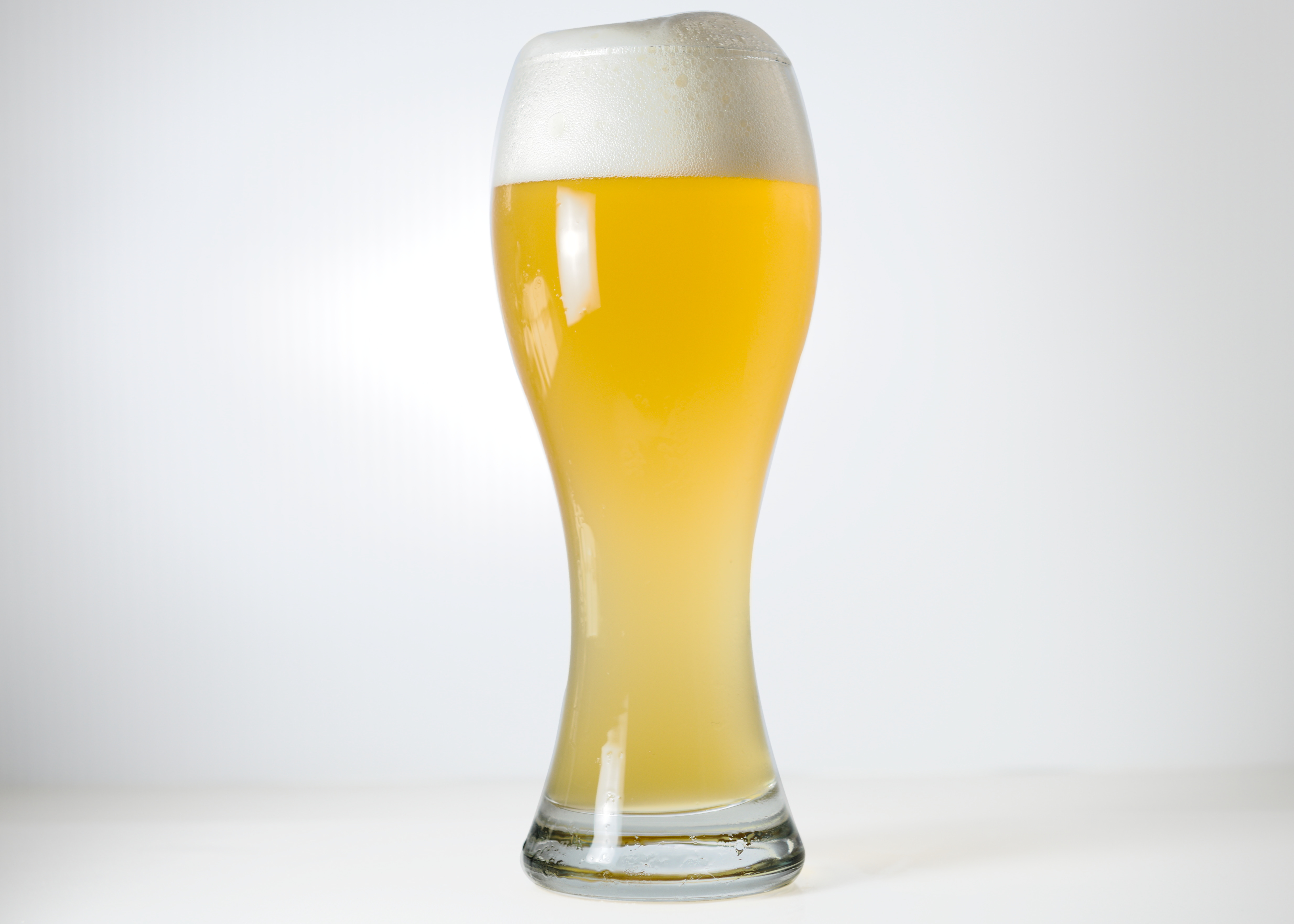
Un pahar cu bere Hefeweizen

Weizenbier sau Hefeweizen, denumită de obicei în părțile de sud ale Bavariei Weißbier (literal „bere albă”, cu referire la faptul că este preparată din malț gălbui, uscat în aer liber, spre deosebire de „berea brună”, preparată din malț închis la culoare, uscat într-un cuptor fierbinte), este o bere fabricată în mod tradițional în Bavaria, în care o proporție semnificativă de malț din orz este înlocuită cu malț din grâu. Prin lege, berile din grâu produse în Germania trebuie să folosească o drojdie „de fermentație superioară”. Sunt folosite tulpini specializate de drojdie care produc arome asemănătoare cu cele de banană și cuișoare ca subproduse ale fermentației. În trecut, berea din grâu bavareză a fost preparată fie cu o proporție mare de malț din grâu (care era un privilegiu ducal în Bavaria), fie numai din malț din orz gălbui, uscat în aer liber (care era o băutură comună pentru oamenii săraci). Ea este bine cunoscută în toată Germania ca Weißbier („bere albă”), deși i se mai spune Weizen („grâu”) în afara Bavariei. Termenii Hefeweizen („drojdie de grâu”) sau Hefeweißbier se referă la berea din grâu în varianta sa tradițională, nefiltrată. Termenul Kristallweizen („grâu de cristal”) sau Kristallweißbier („bere albă de cristal”) se referă la o bere din grâu filtrată pentru a elimina drojdia și proteinele din grâu, care contribuie la aspectul său tulbure.
Tipul de bere Hefeweizen se remarcă în special prin amărăciunea scăzută a hameiului (aproximativ 15 IBU) și carbonatarea relativ ridicată (apropiindu-se de patru volume), considerate importantă pentru a echilibra dulceața relativ maltoasă a berii. Aroma unică a berii Hefeweizen se datorează caracterului său fenolic; fenolul său principal este 4-vinil guaiacol, un metabolit al acidului ferulic, rezultat în urma fermentației superioare a drojdiei.
Weißbier este disponibilă și sub alte forme, inclusiv Dunkelweizen (bere din grâu negru) și Weizenstarkbier (bere tare din grâu), denumite în mod obișnuit Weizenbock. Sortimentele de bere din grâu închis la culoare sunt făcute cu malțuri coapte mai tare (atât grâu, cât și orz). Weizenbock-urile au de obicei un conținut de alcool mult mai mare decât sortimentele mai deschise la culoare.
Cele mai mari patru mărci de bere din grâu din Germania sunt Erdinger, Paulaner, Franziskaner și Maisel. Alte mărci renumite sunt Augustiner, Weihenstephaner, Schneider (o specialitate de culoarea bronzului) și Andechser. Mărcile regionale din Bavaria sunt Hopf, Unertl, Ayinger, Schweiger și Plank. Aventinus este un exemplu de bere Doppelbock din grâu, versiunea mai puternică și mai întunecată a lui Weizenbock, produsă de fabrica de bere G. Schneider & Sohn din Kelheim.
Printre fabricile britanice de bere care produc sortimente de bere pentru dozatoare se numără Oakleaf Eichenblatt Bitte, Hoskins White Dolphin, Fyfe Weiss Squad and Oakham White Dwarf.

### Witbier
Witbier, berea albă, bière blanche sau, mai simplu, witte este o bere de grâu/orz, cu fermentație superioară, produsă în principal în Belgia și Țările de Jos. Numele său provine de la proteinele din grâu și de la drojdia în suspensie, care fac ca berea să arate tulbure sau albă, atunci când este rece. Astăzi, ea mai conține de obicei, pe lângă hamei, un amestec de condimente, cum ar fi coriandru, portocală și portocală amară.
Încă din secolele al XVI-lea și al XVII-lea, berile albe din Hoegaarden și Leuven au fost renumite. Witbier conținea orz, malț de orz, un pic de ovăz și hamei, fără alte condimente. Orzul nu era, de obicei, uscat în cuptoare, ci lăsat să se usuce în poduri, unde vântul sufla pe lângă el, pentru a obține o culoare deschisă.
Stilul de preparare a Witbier a fost reînviat de berarul belgian Pierre Celis la Hoegaarden Brewery din Belgia și la Celis Brewery din Statele Unite ale Americii și se bazează în mod tradițional pe o cantitate de până la 50% grâu crud și mai puțin pe malțul din grâu. Celis a fost, probabil, cel care a început să adauge diverse condimente. Berile au un gust ușor acru datorită prezenței acidului lactic sau acidului acetic, mult mai pronunțat în trecut decât în prezent. De asemenea, drojdia suspendată în bere provoacă o fermentație relativ continuă în sticlă.

### Alte varietăți
O varietate minoră de bere din grâu este Berliner Weiße („Albă de Berlin”), care are un conținut scăzut de alcool (2,5% până la 3% ABV) și un gust intenționat acrișor. Sunt adăugate adesea siropuri dulci de lămâie, zmeură sau vinariță peste ea înainte de a fi băută.
Leipziger Gose este similar cu Berliner Weiße, dar puțin mai puternic (aproximativ 4% ABV), și conține ingrediente precum coriandru și sare, care sunt neobișnuite pentru berile germane. Berea lambic belgiană se face cu grâu și orz, dar diferă de aproape toate berile prin utilizarea drojdiei sălbatice pentru a obține o fermentație spontană.
O variație a tipului de bere Barley wine implică adăugarea unei cantități mari de grâu, rezultând ceea ce se numește „vin din grâu”. Acest tip de bere a apărut în Statele Unite ale Americii în anii 1980.

## Nume și tipuri
Denumirea berilor din grâu variază în funcție de locul în care sunt fabricate și de mici variații ale rețetei. Printre cele utilizate se numără:
- Weißbier, prescurtat Weiße – Weiß înseamnă în limba germană „alb”. Acest termen este folosit aproape exclusiv în landul german sudic Bavaria[2][11] și în Austria.[39]
- Weizenbier, prescurtat Weizen – Weizen înseamnă în limba germană „grâu”. Acest termen este folosit în landurile germane vestice (Baden-Württemberg) și nordice, precum și în Elveția, pentru Weißbier.
- Hefeweißbier sau Hefeweizen – Hefe înseamnă în limba germană „drojdie” și este adăugat pentru a indica faptul că berea este nefiltrată, adică ar putea avea sedimente.[2]
- Kristallweißbier sau Kristallweizen – Kristall înseamnă în limba germană „cristal” și este adăugat pentru a indica faptul că berea este filtrată, adică nu are sedimente.[21]
- Dunkles Weißbier sau Dunkelweizen – o variantă închisă la culoare a berii din grâu (dunkel este cuvântul german pentru „întunecat”, „închis la culoare”)[40]
- Weizenbock – o bere din grâu produsă în stil bock originară din Germania.[23]
- Witbier (literal „bere albă”), prescurtat Wit – denumirea în limba neerlandeză pentru varietatea belgiană de bere din grâu[41]
- Bière blanche (literal „bere albă”) – denumirea în limba franceză pentru berea din grâu[41]